# .tl
.tl e интернет домейн от първо ниво за Източен Тимор. Администрира се от CoCCA. Представен е през 2005 година.